# Грбови рејона Мариј Ела

Грбови рејона Мариј Ела обухвата галерију грбова административних јединица руске федералне републике Мариј Ел, са статусом градских округа и рејона, те њихове историјске грбове (уколико их има).
Већина грбова настала је након проглашење Републике Мариј Ел 1992. године.

## Грбови округа и рејона
- I — Грб округа 
 Јошкар Ола
- II — Грб округа 
 Волжск
- III — Грб округа 
 Козмодемјанск
- 1 — Грб рејона 
 Волшки
- 2 — Грб рејона 
 Горномаријски
- 3 — Грб рејона 
 Звениговски
- 4 — Грб рејона 
 Киљемарски
- 5 — Грб рејона 
 Кужењерски
- 6 — Грб рејона 
 Мари Турешки
- 7 — Грб рејона 
 Медведевског
- 8 — Грб рејона 
 Моркински
- 9 — Грб рејона 
 Новоторјалски
- 10 — Грб рејона 
 Оршански
- 11 — Грб рејона 
 Парангински
- 12 — Грб рејона 
 Сернурски
- 13 — Грб рејона 
 Совјетски
- 14 — Грб рејона 
 Јурински